# Peter Fleischmann

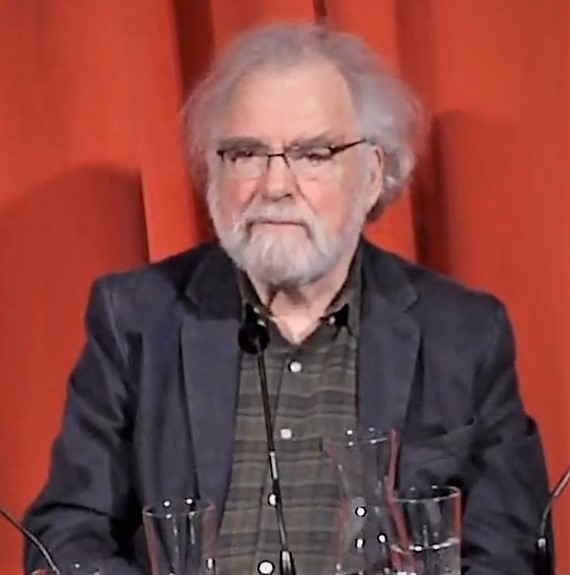
Peter Fleischmann in 2019

Peter Fleischmann (26 juli 1937 – 11 augustus 2021) was een Duits filmregisseur en scenarioschrijver.
Fleischmann is vooral bekend van de klassieker Jagdszenen aus Niederbayern uit 1969, de Frans-Duitse politieke thriller La Faille met Michel Piccoli uit 1975 en de sciencefictionfilm Die Hamburger Krankheit, naar een scenario van onder meer Roland Topor, met Helmut Griem en kunstenaar Fernando Arrabal in de hoofdrollen.
In 1972 werd Fleischmann op het Filmfestival van Cannes onderscheiden met de Prix Luis Buñuel.